# Taiyuna australis
Taiyuna australis är en mångfotingart som beskrevs av Chamberlin 1914. Taiyuna australis ingår i släktet Taiyuna och familjen storjordkrypare.
Artens utbredningsområde är Guyana. Inga underarter finns listade i Catalogue of Life.